# Agravain
Agravain ou Engrevain est un personnage de la légende arthurienne, l'un des Chevaliers de la Table Ronde. Il est le second fils du roi Lot et de la reine Morgause. C'est le neveu du roi Arthur et le frère de Gauvain, Gareth, Gaheris, ainsi que le demi-frère de Mordred. Peu mentionné dans les œuvres plus anciennes de la littérature arthurienne, il acquiert un plus grand rôle dans le cycle Post-Vulgate. Il dénonce la relation entre Lancelot et la reine Guenièvre. Lors de son intervention pour les confondre, Lancelot se venge en le tuant.

## Dans la littérature médiévale
La caractérisation du personnage intervient assez tardivement dans la littérature arthurienne. Les fils du roi Lot sont tous traités sur le même plan dans le Merlin de Robert de Boron. Dans Sire Gauvain et le chevalier vert, il est surnommé « Agravain the dourhanded », soit « Agravain à la dure-main ». Agravain se nomme « Engrevain l’Orgueilleux » dans Perceval ou le Conte du Graal, et dans Le Livre de Caradoc, il est dit « plus vaniteux que Keu le sénéchal ».
C'est surtout dans La Mort Artu et Le Morte d'Arthur de Thomas Malory (qui reprend le texte précédent en prose) qu'Agravain agit. Fourbe et complice de Mordred, il participe au meurtre de Sir Lamorak et Dinadan. Il est réputé détester Lancelot. En l'épiant, il se rend compte que Lancelot et la reine Guenièvre s'aiment de « fol amour », une relation qu'ils cachaient auparavant. Il fait part de ses soupçons aux autres chevaliers de la Table Ronde. Dans Le Morte d'Arthur de Thomas Malory, Agravain dit que tout le monde sait « que messire Lancelot jour et nuit partage la couche de la reine ». La version en vers cite ces paroles :

« Las ! dit alors messire Agravain

Quels fourbes deviendront nous,

Combien de temps taire et cacher

blason d'Agravain l'Orgueilleux
De pourpre à l’aigle bicéphale d’or membrée et becquée de gueules, à la fasce de sinople brochante
devise: NE POVR MOVRIR

De Lancelot la trahison ! »

— La Mort Artu
Agravain souhaite dénoncer la chose à Arthur, mais ses frères, particulièrement Gauvain, l'en dissuadent en pure perte :

« Tu sais bien, Agravain, mon frère.

Où nous devons vaincre le mal ;

Il vaut mieux taire et cacher

Que maux et guerre ainsi créer. »

— La Mort Artu
Le roi Arthur entre dans la pièce et s'enquiert de la conversation. Agravain l'informe des amours coupables entre sa femme et le chevalier Lancelot : « Lancelot ainme la reïne de fole amour et la reîne lui ». Le roi en est très troublé. Il retient la suggestion d'Agravain de tendre un piège à Lancelot et la reine : Arthur fait savoir qu'il part à la chasse, laissant Guenièvre seule dans sa chambre. Quatorze chevaliers (dont Agravain, Mordred, Calogrenant et deux fils de Gauvain) se postent devant la chambre royale et demandent à Lancelot (qui est nu) d'en sortir. Agravain et Mordred, particulièrement vindicatifs, l'accusent de traîtrise. Le chevalier Lancelot tue Calogrenant qui lui barre le passage, endosse son armure et abat treize chevaliers, dont Agravain. Seul Mordred parvient à fuir, blessé. Il raconte à Arthur tout ce qui vient de se passer, l’événement entraîne la fin de la Table ronde et avec elle, annonce la chute du royaume d'Arthur.
Dans d'autres versions, Agravain meurt pour défendre l'exécution de la reine Guenièvre face aux forces de Lancelot, avec ses frères Gaheris et Gareth. Dans les deux cas, ce n'est pas sa mort, mais celles de Gaheris et de Gareth de nourrit la colère de Gauvain envers Lancelot. Gauvain avait au préalable averti Agravain de ne pas chercher à espionner Lancelot.

## Analyse
C'est un personnage plutôt mineur. Il est présenté à l'origine comme un chevalier relativement neutre voire respectable, ainsi dans Sir Gauvain et le chevalier vert, son nom (« Agravain à la dure main ») apparaît parmi une liste de chevaliers irréprochables. Sa description est tout aussi irréprochable dans le Perceval de Chrétien de Troyes, ce qui suggère une réputation positive avant la Vulgate. La Post-Vulgate et Le Morte d'Arthur, particulièrement, en font un personnage corrompu, complice de son demi-frère Mordred, désireux de semer la discorde dans le royaume de Camelot. La hiérarchie des fils de Lot et Morgause ne respecte pas l'ordre des naissances selon La Mort Artu, ce qui semble être l'une des raisons qui alimentent le ressentiment et la colère d'Agravain. Son nom présente une certaine homophonie par rapport à ceux de ses frères Gauvain, Gareth et Gaheris. Seul Mordred, qui est leur demi-frère, se détache nettement du lot, à la façon d'un pouce par rapport aux autres doigts de la main.

## Dans les œuvres modernes

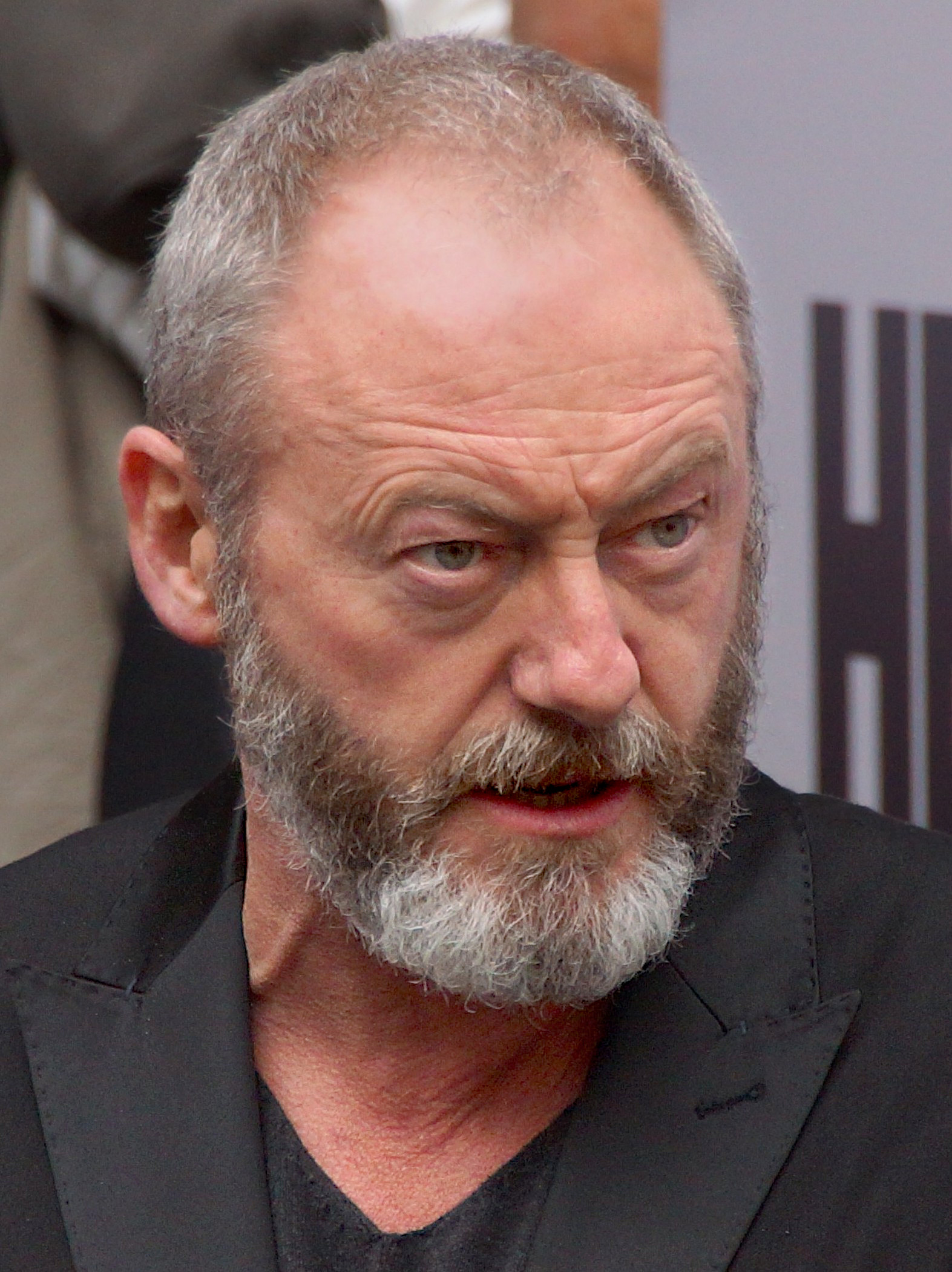
Liam Cunningham (ici, en 2013) a incarné Agravain en 1995, dans Lancelot, le premier chevalier.

J. R. R. Tolkien s'inspire de la Mort Artu et de la version en prose Le Morte d'Arthur de Thomas Malory pour raconter sa propre version de la fin d'Arthur, et parmi elle la dénonciation d'Agravain. 
Agravain apparaît aussi dans plusieurs œuvres audiovisuelles, notamment des séries TV comme Merlin, où à partir de la 4e saison (2011), il est interprété par l'acteur Nathaniel Parker. Dans cette série, il est l'oncle maternel d'Arthur, et devient un nouvel ennemi pour Merlin et Camelot. En 1995, Liam Cunningham l'incarne dans Lancelot, le premier chevalier. Philip Sayer le joue dans L'épée du sorcier, sorti en 1985. Les chevaliers de la table ronde, sorti en 1953, voit Stephen Vercoe jouer ce rôle.

## Hommages
L'astéroïde (9503) Agravain, découvert en 1973, est nommé en son honneur.